# Košarkaški klub Kumanovo
Il K.K. Kumanovo è una società cestistica avente sede a Kumanovo,  nella Macedonia del Nord. Fondata nel 1946, nel 2003 si sciolse per problemi finanziari, venendo ricostituita nel 2009. Gioca nel campionato macedone.